# オーボエ協奏曲 (モーツァルト)
オーボエ協奏曲 ハ長調 K. 314 (285d) は、ヴォルフガング・アマデウス・モーツァルトが作曲したオーボエと管弦楽のための協奏曲である。古今東西のオーボエ協奏曲の中でもとりわけ有名で、オーボエ奏者のプロオーケストラの入団試験の際に必ずと言って良いほど演奏される楽曲である。
楽譜が発見されて以来、同じケッヘル番号が与えられている『フルート協奏曲第2番 ニ長調』の原曲と見なされているが、これには疑問も示されている（後述）。
モーツァルトは1778年頃にも『オーボエ協奏曲 ヘ長調』（K. 293 (416f) ）を作曲しているが、こちらは70小節のみで放棄された未完成の楽曲である。

## 概要
1777年4月から9月23日の間にザルツブルクで作曲されたと推測される。当時ザルツブルクの宮廷オーケストラでオーボエ奏者を務めていたイタリア出身のジュゼッペ・フェルレンディス（Giuseppe Ferlendis）という人物からの依頼で作曲された。初演の様子などについては詳しい資料が存在せず、今日では明らかでない。同年11月にはマンハイムの宮廷オーボエ奏者フリードリヒ・ラム（Friedrich Ramm）にこの曲を送ったところ狂喜され、彼の演奏が好評を博したことが1778年2月14日付の父宛の手紙に伝えられている。だが楽譜は一時行方不明になり、そのまま忘れ去られてしまっていた。なお、フェルレンディスのために書いたのは別の曲だという説もあり、『フェルレンディス協奏曲』（K. 271k）と呼ばれ、ケッヘルの目録第6版では紛失作品と分類されている。
1920年にモーツァルト研究家のベルンハルト・パウムガルトナーが、モーツァルトの息子の遺品の中から、長年紛失したものとされていたオーボエ協奏曲の草稿（パート譜）を発見したことで、その存在が確認された。18世紀にウィーンで写譜されたものと推測されるパート譜であり、パウムガルトナーによってスコアの再構成が行われ、1949年にロンドンで出版された。

## 楽器編成
- 独奏オーボエ
- 管楽器：オーボエ2、ファゴット（任意）、ホルン2
- 弦楽器：第1ヴァイオリン、第2ヴァイオリン、ヴィオラ、低弦（チェロ、コントラバス）

## 構成
全3楽章構成、演奏時間は約23分。全体を通して音域が高く、またかなりの技巧を要求されるため、難曲の一つとして知られる。また、全楽章の終わりにカデンツァがあるが、モーツァルト自身が書いたカデンツァは存在しないとされる。
- 第1楽章 アレグロ・アペルト
ハ長調、4分の4拍子、協奏風ソナタ形式。
お使いのブラウザーでは、音声再生がサポートされていません。音声ファイルをダウンロードをお試しください。
短い展開部をひとつの特色とした楽章である。
- 第2楽章 アダージョ・ノン・トロッポ
ヘ長調、4分の3拍子、ソナタ形式。
お使いのブラウザーでは、音声再生がサポートされていません。音声ファイルをダウンロードをお試しください。
展開部は欠いており、再現部では第2主題のみが再現される変則的なソナタ形式の楽章である。
- 第3楽章 ロンド：アレグレット
ハ長調、4分の2拍子、ロンド風ソナタ形式。
お使いのブラウザーでは、音声再生がサポートされていません。音声ファイルをダウンロードをお試しください。
変則的なフィナーレであるが、音楽の本質は明確にロンドを想起される。

## フルート協奏曲第2番との関係
このオーボエ協奏曲は1777年にフルート愛好家の医師フェルディナント・ドゥジャンから『フルート協奏曲を3曲とフルート四重奏曲を幾つか』という作曲依頼を受けた際、あるいは数合わせのために『フルート協奏曲第2番』に編曲されたと一般には紹介されている。オーボエ協奏曲はハ長調、フルート協奏曲は長2度高いニ長調と異なるが、独奏パートに細かい変更はあるものの内容はほぼ同一である。もちろん現在となっては決定的な証拠は無いため、異論も出されている。

## 参考資料
- モーツァルト『オーボエ協奏曲、フルート協奏曲第1番、ファゴット協奏曲』（カール・ベーム指揮、ウィーン・フィルハーモニー管弦楽団）のライナーノーツ
- 『モーツァルト名盤大全』（音楽之友社）p.78